# 青山禄郎

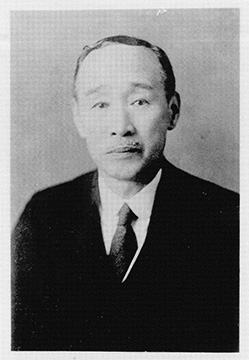
青山禄郎

青山 禄郎（あおやま ろくろう、1875年（明治8年）7月6日 - 1940年（昭和15年）1月6日）は、日本の技術者、実業家。日本信号創業者。電信・無線・信号・電気事業の分野で幾つもの国家的重責を担った。日産自動車のダットサン（DAT）のAは青山に由来する。

## 略歴
1875年（明治8年）7月6日に岡崎で父・鈴山巌と母・智恵の間に生まれる。愛知県額田郡高等小学校卒業。静岡中学校を中退し、1891年（明治24年）9月に上京して東京郵便電信学校に転校した。1892年（明治25年）に青山家に養嗣子として入籍した。1893年（明治26年）に東京郵便電信学校を首席で卒業し、逓信技手に任ぜられ逓信省電務局に勤務した。同年11月、東京郵便電信局、1894年（明治27年）3月に東京電話交換局、1897年（明治30年）2月に大阪郵便電信局に勤務した。
1904年（明治37年）、逓信次官であった田健治郎から、日露戦争開戦に備え「君は、電信については逓信省の第一人者だ。英語も使える。逓信省を退官し、イギリスのヒーリング商会に行って欲しい。話の一切は胸中に留め、外に漏らしてはならない」と依頼を受け、ヒーリング商会支配人となった。1905年（明治38年）、「明治三七・三八年戦役」の功により勲八等瑞宝章並びに、金100円を賜った。
1917年、13年務めたヒーリング商会を辞任、日本国産株式会社を設立。1929年（昭和4年）2月16日、日本信号を創業。経営が行き詰まっていた飯島製作所、三村工場、塩田工場を日本信号株式会社に再編した。1933年、弘電社社長。1938年、銀行の強い要請を受け、「多年勤務の従業員の失職を救うため」共立電気社長に就任。
多くの会社で役員を務め、土浦電気株式会社、安房電燈株式会社、棚倉電気株式会社、藤倉電線株式会社、帝国電球株式会社で取締役を、日本国産、安中電機製作所、鉄道信号では社長を務めた。太洋火災保険の監査役を務め、共立電機、明電舎、弘電社の相談役を務めた。
電気以外に、青山が援助したのは本多光太郎である。東北帝国大学鉄鋼研究所の設立にあたり、大阪の住友財閥以外に大口の寄付がなされたがその中心にいたのが青山であった。青山が本多博士から上京の連絡を受けると、事業家などに広く呼びかけ講演会に集まってもらい寄付の協力を仰いだ。
また、高等小学校の同窓であった橋本増治郎と交友があり、彼の創業した快進社を支援した。快進社が完成させた乗用車であるDATは、支援者である田健治郎と青山と竹内明太郎の頭文字のD、A、Tにちなんで命名された（DATは後に日産自動車のブランドであるダットサンの由来となる）。

## 典拠
1. 1 2  青山禄郎 年譜 p.1
2. ↑  青山禄郎 年譜 p.9
3. 1 2  ダットサンの忘れえぬ七人 設立と発展に関わった男たち p.62
4. 1 2 3 4  青山禄郎 年譜 p.2
5. ↑  青山禄郎 年譜 p.3
6. ↑  ダットサンの忘れえぬ七人 設立と発展に関わった男たち p.63
7. ↑  ダットサンの忘れえぬ七人 設立と発展に関わった男たち p.71
8. ↑  ダットサンの忘れえぬ七人 設立と発展に関わった男たち p.60
9. ↑  ダットサンの忘れえぬ七人 設立と発展に関わった男たち p.74
10. ↑  ダットサンの忘れえぬ七人 設立と発展に関わった男たち p.72
11. ↑  青山祿郞 - 『人事興信録』第4版（1915年1月、リンク先は名古屋大学大学院法学研究科の「人事興信録データベース」）
12. 1 2  青山祿郞 - 『人事興信録』第8版（1928年7月、リンク先は名古屋大学大学院法学研究科の「人事興信録データベース」）
13. ↑  ダットサンの忘れえぬ七人 設立と発展に関わった男たち p.76
14. ↑  青山禄郎 前編 p.89
15. ↑  青山禄郎 前編 p.91